# Piccola Costituzione del 1919
La Piccola Costituzione del 1919 si riferisce alla Legislazione del Sejm dal 20 febbraio 1919, che riguarda l'investitura di Józef Piłsudski con l'ulteriore esecuzione della nomina alla carica di Naczelnik Państwa (Capo di Stato) (in polacco: Uchwała Sejmu Ustawodawczego z dnia 20 lutego 1919 r. w sprawie powierzenia Józefowi Piłsudskiemu dalszego sprawowania urzędu Naczelnika Państwa). La Legislazione fu pubblicata come Dz. Pr. P.P. Nr 19, poz. 226.

## Caratteristiche
La Piccola Costituzione obbligò la Polonia a dotarsi di un sistema parlamentare.
Il potere esecutivo era gestito dal Naczelnik Państwa (Capo di Stato); egli poteva nominare i ministri (tramite accordo con il Sejm). Il Presidente e i ministri erano responsabili di fronte al Sejm; la carica di Naczelnik Państwa (precedentemente  Naczelnik Państwa Provvisorio) non aveva iniziativa legislativa e non poteva sciogliere il Sejm; tutti gli atti del Naczelnik Państwa avevano bisogno della firma del ministro competente.
La Piccola Costituzione fu votata e pubblicata il 20 febbraio 1919 ed entrò in vigore una settimana dopo, il 27 febbraio 1919. Fu modificata il 25 febbraio 1920 e fu sostituita il 1º giugno 1921 dalla Costituzione di Marzo.